# Campeonato Paraguaio de Futebol de 2010 - Apertura
O Campeonato Paraguaio de Futebol de 2010 "Apertura" foi o centésimo segundo torneio desta competição. Participaram doze equipes. O 12 de Octubre Football Club e o Club 2 de Mayo foram rebaixados. É um campeonato no sistema de Apertura e Clausura separados, com dois campeões paraguaios por ano, sem a necessidade de final entre eles. .O campeão representaria o Paraguai na Copa Libertadores da América de 2011. As outras duas vagas seriam para o campeão do clausura e o primeiro melhor finalista na tabela geral. Para a Copa Sul-Americana de 2011, os três melhores clube na tabela de pontuação total (que inclui o Apertura e o Clausura somados)
| Equipe                     | Cidade              | Departamento     | No ano anterior                                                           | Estádio                        | Capacidade | Títulos                                                  | Participações |
| -------------------------- | ------------------- | ---------------- | ------------------------------------------------------------------------- | ------------------------------ | ---------- | -------------------------------------------------------- | ------------- |
| Club Cerro Porteño         | Assunção            | Distrito Capital | Lugar                                                                     | Estádio General Pablo Rojas    | 32.910     | 28 (último em Apertura de 2009)                          | 94            |
| Club Guaraní               | Assunção            | Distrito Capital | Lugar                                                                     | Estádio Rogelio Livieres       | 6.000      | 9 (1906,1907, 1921, 1923, 1949, 1964, 1967, 1969, 1984)  | 101           |
| Club Olimpia               | Assunção            | Distrito Capital | Lugar                                                                     | Estádio Manuel Ferreira        | 15.000     | 38 (último em 2000)                                      | 102           |
| Club Sportivo Luqueño      | Luque               | Central          | Lugar                                                                     | Estádio Feliciano Cáceres      | 25.000     | 2 (1951,1953)                                            | 78            |
| Club Libertad              | Assunção            | Distrito Capital | Vice Campeão                                                              | Estádio Dr. Nicolás Leoz       | 10.000     | 13 (último em Clausura de 2008)                          | 97            |
| Tacuary Football Club      | Assunção            | Distrito Capital | Lugar                                                                     | Estádio Roberto Bettega        | 6.000      | 0 (não possui)                                           | 10            |
| Club Nacional              | Assunção            | Distrito Capital | Campeão                                                                   | Estádio Arsenio Erico          | 4.000      | 7 (1909, 1911, 1924, 1926, 1942, 1946, Clausura de 2009) | 95            |
| Club Atlético 3 de Febrero | Ciudad del Este     | Alto Paraná      | Lugar                                                                     | Estádio Antonio Oddone Sarubbi | 28.000     | 0 (não possui)                                           | 8             |
| Sol de América             | Villa Elisa         | Central          | Lugar                                                                     | Estádio Luis Alfonso Giagni    | 5.000      | 2 (1986, 1991)                                           | 94            |
| Club Rubio Ñu              | Assunção            | Distrito Capital | Lugar                                                                     | Estádio La Arboleda            | 5.000      | 0 (não possui)                                           | 20            |
| Sportivo Trinidense        | Assunção            | Distrito Capital | Campeão do Campeonato Paraguaio de Futebol de 2009 - Segunda Divisão      | Estádio Martín Ledesma         | 3.000      | 0 (não possui)                                           | 4             |
| Club Sport Colombia        | Fernando de la Mora | Central          | Vice Campeão do Campeonato Paraguaio de Futebol de 2009 - Segunda Divisão | Estádio Alfonso Colmán         | 7.000      | 0 (não possui)                                           | 17            |

## Premiação
| Campeonato Paraguaio 2010 Primeira Divisão - Apertura |
| Assunção                                              |
| ----------------------------------------------------- |
| Club Guarani Campeão (10º título)                     |